# Chaulnes
Chaulnes è un comune francese di 1 988 abitanti situato nel dipartimento della Somme nella regione dell'Alta Francia.

## Società

### Evoluzione demografica
Abitanti censiti